# استپز اهد
استپز اهد (انگلیسی: Steps Ahead) گروه موسیقی جاز فیوژن آمریکایی است که در شهر نیویورک به وجود آمد.